# Vernon Alley
Vernon Alley (* 26. Mai 1915 in Winnemucca, Nevada; † 3. Oktober 2004 in San Francisco, Kalifornien) war ein US-amerikanischer Jazz-Bassist und Hörfunkmoderator.

## Leben und Wirken
Alley wuchs in San Francisco auf, lernte Klarinette und Klavier, später Bass. Sein Bruder Eddie spielte Schlagzeug. Alleys berufliche Laufbahn als Musiker begann 1937 in Orchestern von Wes People und Saunders King. 1940 ging er nach New York City zu Lionel Hampton, wechselte 1942 zu Count Basie (Gastauftritt mit dessen Orchester in dem Musikfilm Reville With Beverly) und kehrte noch im selben Jahr nach San Francisco zurück. Dort spielte er während des Zweiten Weltkriegs in der Jazz-Band der Marine.

Weiters trat Alley ab Mitte der 1940er Jahre mit eigenem Trio in San Franciscoer Clubs auf und führte die Hansband im Jazzclub Black Hawk. Von den 1940er bis in die 1960er Jahre arbeitete er auch als Moderator von Jazz-Programmen im Radio und Fernsehen. Daneben trat er mit Jimmy Witherspoon, Allen Smith und Ralph Sutton auf.

Darüber hinaus engagierte er sich in der lokalen schwarzen Musikergewerkschaft und beteiligte sich an der Fusion mit der weißen Gewerkschaft 1960. In den 1980er Jahren war Alley ehrenamtlich für die Stadt tätig (Human Rights Commission, Arts Commission).